# Municipio de Mandan
El municipio de Mandan (en inglés: Mandan Township) es un municipio ubicado en el condado de Ward en el estado estadounidense de Dakota del Norte. En el año 2010 tenía una población de 51 habitantes y una densidad poblacional de 0,55 personas por km².

## Geografía
El municipio de Mandan se encuentra ubicado en las coordenadas 48°14′52″N 101°43′3″O / 48.24778, -101.71750. Según la Oficina del Censo de los Estados Unidos, el municipio tiene una superficie total de 92.87 km², de la cual 88,51 km² corresponden a tierra firme y (4,69 %) 4,36 km² es agua.

## Demografía
Según el censo de 2010, había 51 personas residiendo en el municipio de Mandan. La densidad de población era de 0,55 hab./km². De los 51 habitantes, el municipio de Mandan estaba compuesto por el 100 % blancos. Del total de la población el 0 % eran hispanos o latinos de cualquier raza.